# 風の街 (三橋美智也の曲)
「風の街」（かぜのまち）は、1977年9月にリリースされた三橋美智也のシングル。

## 解説
- 青森県津軽地方の民謡「ホーハイ節」をテイストに取り入れたニューミュージック調の演歌であり、同年の「第28回NHK紅白歌合戦」でも歌唱されたが、これが生涯最後の歌唱となった（その後も再出場する機会はなく、1996年1月8日に逝去）。
- B面の「北緯四十五度の町」の歌詞は、3番が「岬で遊ぶ 海鳥が 明日は晴れだと 教えてくれる」「飛ぶ海鳥の こえもかなしい」と2通りある。

## 収録曲
1. 風の街
  - 作詞:吉田健美／作曲:三橋美智也／編曲:高田弘
2. 北緯四十五度の町
  - 作詞:吉田健美／作曲:三橋美智也／編曲:高田弘